# Нагороди Російської імперії
Нагороди Російської імперії — державні нагороди 1698—1917. Беруть початок із заснованого Петром I 9 вересня 1698 ордену св. апостола Андрія Первозванного (див. орден Андрія Первозванного). Офіційний статут ордену було затверджено тільки 1797 імператором Павлом I. Знаком ордену нагороджували за вірність, хоробрість, за визначні заслуги перед Вітчизною, за героїзм, благодійність тощо. Обрання в кавалери ордену (в орденську корпорацію) було прерогативою гросмейстера, яким «на вічні часи» вважався імператор. Знаком ордену є зображення св. апостола Андрія Первозванного, розп'ятого на синьому (т. зв. Андріївському, у формі літери «X») хресті на тлі двоголового орла з трьома золотими коронами. На одному боці орла стоїть літера «А» (початкова в імені апостола), на ін. — «П» — у пам'ять про засновника. Знак носили на шийному ланцюжку ювелірного виготовлення або біля стегна з лівого боку на широкій блакитній муаровій стрічці, перекинутій через праве плече. Додатковим знаком кавалера ордену Андрія Первозванного була срібна восьмипроменева зірка зі срібним хрестом на золотому полі в центрі круглого медальйона, навколо якого розміщено девіз «За веру и верность». Носилася на лівому боці грудей. Цей девіз карбувався також на орденському ланцюжкові. Для кавалерів ордену передбачався особливий одяг для урочистих подій: єпанча із зображенням орденської зірки та капелюх. Першим кавалером цього ордену став генерал-адмірал російського флоту Ф.Головін (10 берез. 1699), другим, через рік, — гетьман І.Мазепа («за 13-літні успіхи над кримцями»). Сам Петро I, як капітан бомбардирської роти, отримав знак ордену лише 10 травня 1703 шостим. За Петра I кавалерами ордену стали 24 росіянина і 14 іноземців. З появою інших відзнак знак ордену Андрія Первозванного залишався найвищим.

## За правління Катерини I, Анни Петрівни та Катерини II
У пам'ять про уникнення російською армією на чолі з Петром I полону під час Прутського походу 1711, коли цариця Катерина I «своєю присутністю підтримала государя і все російське військо», 24 листопада 1714 засновано орден Звільнення для осіб жіночої статі, незабаром перейменований на орден святої великомучениці Катерини. Знаком його був медальйон із зображенням св. Катерини, яка підтримуює білий емальований хрест оригінальної форми з чотирма латинськими літерами, що означають: «Господи, спаси царя!» Хрест носили на лівому боці грудей на банті з білої стрічки з девізом: «За любовь и Отечество». Він мав два ступені: великий хрест та малий хрест з різною кількістю оздоб. Пізніше великий хрест почали носити на червоній зі срібною обвідкою стрічці через праве плече. Його доповнила срібна зірка із зображенням срібного хреста на червоному полі в центрі. Одночасно число «кавалерственных дам» великого хреста не мало перевищувати 12, малого — 94. Від 1856 великі хрести почали прикрашати діамантами, малі — алмазами. Першою відзнакою ордену Петро I особисто нагородив свою дружину Катерину I. Єдиним чоловіком серед нагороджених цією відзнакою став князь О. О. Меншиков (лютий 1727).
1725 у зв'язку із перенесенням святих мощей Олександра Невського з Владимира (нині місто в РФ) до Санкт-Петербурга за правління Катерини I був заснований орден Олександра Невського. 21 травня 1725 під час шлюбної церемонії цесарівни Анни Петрівни знак ордену був покладений на її нареченого — герцога Гольштейн-Готторпського Карла Фрідріха. Знак ордену складав хрест червоної емалі з 4-ма двоголовими орлами під коронами поміж 4-ма кінцями хреста та зображенням у середині медальйона св. князя Олександра Невського на коні. Знак носили на червоній стрічці (одягалась через ліве плече). В середині срібної орденської зірки зображено вензель князя, а на червоному обідку навколо нього — девіз «За труды и Отечество». Катерина I сама наклала на себе ці орденські знаки, засвідчивши цим свій вступ до орденської корпорації для надання останній авторитету. Граничної кількості одночасно живих членів ордену не було встановлено. 1731 кавалером ордену св. князя Олександра Невського став гетьман Д.Апостол.
У листопаді 1769 офіційно затверджено воєнний орден св. великомученика і переможця Георгія. Його чл. могли бути винятково військові. Знак ордену мав 4 ступені і надавався переважно за бойові заслуги, хоча передбачалося нагородження й за вислугу років (25 — обер-офіцерам і 18 — морякам). Знак ордену являє собою білий емальований хрест із золотою обвідкою. В центральному круглому медальйоні — зображення святого Георгія на коні, який списом простромляє зеленого змія. Хрести носили на стрічках з 3-х чорних і 2-х оранжевих (жовтих) смуг. Хрест 1-го ступеня носили на стрічці через праве плече; 2-го і 3-го — на шиї; 4-го — в петлиці або на лівому боці грудей. Два старших ступені доповнювалися зірками (4-променева (ромбоподібна) визолочена орденська зірка із зображенням св. Георгія на коні (або його вензеля) в центрі й девізом навколо зображення «За службу и храбрость»). 1-й ст. був нагородою надзвичайною, її отримали тільки 25 осіб, 2-й мала 121 особа, в тому числі 4 воєначальники в роки Першої світової війни. 3-м ст. нагороджено 638 осіб. Усі 4 ст. мали тільки 4 генерал-фельдмаршали: М.Кутузов, М.Барклай-де-Толлі, І.Паскевич-Єреванський (див. Паскевичі), І.Дибич. Із 1849 імена георгіївських кавалерів викарбовувалися на мармурових плитках у Георгіївському залі Великого Кремлівського палацу в Москві.
За імператриці Катерини II запроваджено також нагородження золотою холодною зброєю з написом «За храбрость» з темляком із георгіївської стрічки. Нагорода була рідкісною і від 1807 офіційно прирівнювалася до орденської. Імена нагороджених золотою зброєю вносилися до загального орденського списку. Зброю, прикрашену діамантами, дарували виключно генералам та адміралам.
Пряме відношення до георгіївських нагород мав солдатський Знак відзнаки Воєнного ордену (Георгіївський хрест), заснований 1807 для відзначення нижчих чинів армії і флоту. 1856 введено 4 ступені цієї бойової нагороди: 1-й і 2-й — золоті, 3-й й 4-й — срібні.
1782 імп. Катерина II з нагоди 20-річчя від дня коронації заснувала 4-ступеневий Орден св. рівноапостольного кн. Володимира. Знаком ордену був червоний емалевий хрест із розширеними кінцями, з чорною обвідкою. В центральному круглому медальйоні на чорному полі вміщено зображення горностаєвої мантії під великокнязівською короною; на мантії літери «СВ». Діагональні промені 8-променевої срібної зірки до ордена золоті, в круглому її медальйоні — золотий хрест із розширеними кінцями, між якими — літери «СРКВ» (св. рівноапостольний кн. Володимир). На червоній емалевій обвідці довкола медальйона девіз — «Польза, честь и слава». Стрічка ордена — з 3-х однакової ширини смуг — 2-х чорних і червоної. Кавалери ордену 1-го ст. носили знак ордену на широкій стрічці через плече й зірку на лівій стороні грудей, 2-го ст. — знак ордену на вузькій шийній стрічці й зірку, 3-го ст. — хрест меншого розміру на шийній стрічці, 4-го ст. — такий самий хрест на вузькій стрічці в петлиці.

## Нагороди Павла I
1797 імператор Павло I увів до «наградної» системи Російської імперії орден святої Анни (заснований 1736 герцогом Шлезвіг-Гольштейнським Карлом Фрідріхом у пам'ять своєї дружини — дочки Петра I Анни). Перші літери слів «Анна — императора Петра дочь» послужили початком латинських слів орденського девізу «Любящим правду, благочестие и верность». Спочатку орден поділявся на 3 ступені, а 1815 додано 4-й ст. Встановлено такі знаки цього ордену: золотий хрест, укритий червоною фініфтю з зображенням святої Анни у медальйоні посередині, червона стрічка з жовтою обвідкою й 8-променева зірка з червоним хрестом посередині, обрамлена девізом. 1-й ступінь означався хрестом на стрічці через ліве плече і зіркою; 2-й — хрестом меншого розміру на вузькій стрічці на шиї; 3-й — малим хрестом на вузькій стрічці в петлиці; 4-й — червоним фініфтяним медальйоном із хрестом і короною, який розміщали на руків'ї холодної зброї (у просторіччі — на «клюкві»). Від 1828 хрест 3-го ст. для кавалерів, які отримали знак ордену за подвиг, доповнили бантом з орденської стрічки. Від 1829 на шпазі зі знаком ордену Анни 4-го ст. почали робити напис «За храбрость», а темляк виготовляли з орденської стрічки. Два перші ст. знаків ордену могли надаватися з алмазними оздобами (особливий ступінь відзнаки), 1828–74 знаком «найвищого достоїнства» цих ступенів була імператорська корона. Від 1797 коштовні оздоби ввели і для орденів св. апостола Андрія Первозванного та св. князя Олександра Невського. 5 квітня 1797 імп. Павло I у день своєї коронації об'єднав існуючі на той час орденські корпорації в єдиний Російський кавалерський орден або Кавалерське товариство Російської імперії. При ордені була створена канцелярія, від 1798 капітул орденів. До товариства не входили ордени св. Георгія і св. Володимира. 12 грудня 1801 імператор Олександр I відновив ордени «в усій їхній силі і просторі». Встановлювалися дні орденських свят, особливі храми (церкви) і спеціальне святкове вбрання для кавалерів.

## Нагороди Олександра I, Миколи I
За Олександра I всі ордени (у тому числі св. Георгія і св. Володимира) розглядалися як самостійні корпоративні організації, однак підвідомчі загальному капітулу. За імператора Миколи I кількість орденів збільшилася, а вся система державних нагород багаторазово реформувалася.
1827 введено знак відзнаки бездоганної служби за 16 і більше років (по п'ятиліттях) перебування в класних чинах. Із трав. 1859 знак стали видавати за вислугу не менше 40 років. У грудні 1828 уведено Маріїнський знак відзнаки бездоганної служби для осіб жіночої статі за довгострокову службу в доброчинних закладах (2-го ст.): золотий з блакитною фініфтю хрест (1-й ст.), або медальйон, на яких розміщувалося зображення вензелів імені імператриці Марії Федорівни (матері Олександра I та Миколи I), вінка з дубового і виноградного листя та римської цифри, що вказувала на кількість років служби.
У листопаді 1831 до російських імператорських орденів зараховано 2 ордени Царства Польського: Білого Орла (головна емблема польського герба; девіз «Pro fide, rege et lege» — «За віру, короля та закон») і святого Станіслава (покровителя Польщі; виникли відповідно 1705 і 1765). Знаками ордену Білого Орла були червоний емальований з білою обвідкою хрест і 8-променева золота зірка, яку носили на лівій стороні грудей. Під хрестом розміщувалося зображення двоголового орла під імператорською короною; на хрест накладалося зображення одноголового білого орла під польською короною. Хрест носили на темно-синій стрічці через ліве плече. Орден отримав високий статус — одразу за орденом св. Олександра Невського.
Статути 3-х ст. ордену св. Станіслава (1815, 1825, 1839) передбачали його надання за доброчинність, заснування мануфактур, відкриття в галузях землеробства, наук і ремесел, а також «за створення і обнародування творів, визнаних загальнокорисними». Знаками ордену були золотий хрест під червоною емаллю і зірка. Кожний із 4-х кінців хреста був поділений надвоє і мав у завершенні золоті кульки. По краях ішла подвійна золота обвідка. В середині, на круглому щитку білої фініфті, розміщувався червоний вензель св. Станіслава (SS) під зеленим вінком, навколо щитка по краях хреста — чотири золоті двоголові орли. Хрест носили на муаровій стрічці червоного кольору з подвійною білою обвідкою з кожного боку. Срібна зірка з 8-ми променів у середині мала білий круглий щит, обведений зеленою смужкою з вензелем св. Станіслава, прикрашений навколо лавровими золотими галузками. Хрест 1-го ст. носили на плечовій стрічці біля лівого стегна, 2-го ст. (меншого за розміром) — на шиї. Знак 3-го ст., ще менший, носили в петлиці.
Ще на початку 19 ст. імператор Олександр I прирахував до вже введених польських орденів знак відзнаки Virtuti militari — знак воїнської доблесті (заснований 1792). Він мав 4 гол. ст.; золотий хрест з чорною емаллю носився на блакитній з чорною обвідкою стрічці. Після 1832 ним не нагороджували.
Від 1845 при нагородженні осіб нехристиянського віросповідання зображення святих на орденських знаках почали в загальному порядку замінювати двоголовими орлами та ін. символами.
Від 5 серпня 1855 для того, щоб відрізняти нагороду, надану за подвиги, від інших, знаки орденів (крім св. Георгія) для військових виготовляли з навхрест покладеними мечами.
У зв'язку з прилученням до російської орденської системи орденів Царства Польського 1832 капітул орденів перейменовано у Капітул імператорських і царських орденів. Посада канцлера орденів була об'єднана з посадою міністра двору. Першими канцлерами були: ген.-фельдмаршал кн. М.Репнін (1797—1802); кн. О.Куракін (1802–19); обер-камергер О.Наришкін (1819–26); пізніше — кн. О.Голіцин (1830–42); генерал-фельдмаршал П.Волконський (1842–52).

## Система орденських знаків
Система орденських знаків у Росії в середині XIX ст. мала таку ієрархію:
- орден св. апостола Андрія Первозванного (з алмазами і без них),
- орден св. великомученика і переможця Георгія 1-го ст.,
- орден св. рівноапостольного кн. Володимира 1-го ст.,
- орден св. кн. Олександра Невського (з алмазами і без них),
- орден Білого Орла,
- орден св. великомученика і переможця Георгія 2-го ст.,
- орден св. рівноапостольного князя Володимира 2-го ст.,
- орден св. Анни 1-го ст.,
- орден св. Станіслава 1-го ст.,
- орден св. великомученика і переможця Георгія 3-го ст.,
- орден св. рівноапостольного кн. Володимира 3-го ст.,
- орден св. Анни 2-го ст.,
- орден св. Станіслава 2-го ст.,
- орден св. великомученика і переможця Георгія 4-го ст.,
- орден св. рівноапостольного кн. Володимира 4-го ст.,
- орден св. Анни 3-го ст.,
- орден св. Станіслава 3-го ст.

Орденські знаки в повному комплекті складалися з 3-х головних елементів — хреста, зірки, стрічки.
Знаки ордену св. великомучениці Катерини (жін.) були поза цією ієрархією, але прирівнювалися до чотирьох вищих за ієрархічним поділом нагород. Нагородження, як правило, відбувалося в порядку наступності (від молодшого до старшого ступеня). Двічі одним і тим самим ступенем орденського знака не нагороджували.
Орденська ієрархія визначала порядок носіння орденських знаків: вони розміщувалися на мундирі в суворо визначеній послідовності.
Останніми нагородами Російської імперії, встановленими напередодні I світової війни, стали Георгіївська медаль 4-х ст. та відзнака святої княгині Ольги 3-х ст.
Орденські знаки доповнювалися численними нагородними медалями (переважно за військові заслуги) на орденських стрічках. У такому вигляді нагородна система Росії проіснувала до 1917.